# The Gallery
The Gallery je drugi studijski album švedskog melodičnog death metal sastava Dark Tranquillity, objavljen 27. studenog 1995. godine.

## O albumu
Snimljen je u studiju Fredman u Göteborgu. Prvi je album na kojem je Mikael Stanne pjevao i prvi na kojem je gitaru svirao Fredrik Johansson. Uz Slaughter of the Soul sastava At the Gates i The Jester Race sastava In Flames smatra se klasičnim albumom göteborške metal-scene. Godine 2005. ponovno ga je objavila diskografska kuća Century Media.

## Popis pjesama
| 1.    | »Punish My Heaven«                    | Stanne, Sundin, Johansson, Jivarp             | 4:46 |
| 2.    | »Silence, and the Firmament Withdrew« | Stanne, Sundin, Henriksson                    | 2:36 |
| 3.    | »Edenspring«                          | Stanne, Sundin, Johansson                     | 4:30 |
| 4.    | »The Dividing Line«                   | Stanne, Sundin, Johansson, Jivarp             | 5:01 |
| 5.    | »The Gallery«                         | Stanne, Sundin, Henriksson                    | 4:07 |
| 6.    | »The One Brooding Warning«            | Stanne, Sundi, Johansson, Henriksson          | 4:14 |
| 7.    | »Midway Through Infinity«             | Stanne, Sundin, Johansson, Henriksson, Jivarp | 3:30 |
| 8.    | »Lethe«                               | Sundin, Henriksson                            | 4:42 |
| 9.    | »The Emptiness from Which I Fed«      | Stanne, Sundin, Henriksson                    | 5:43 |
| 10.   | »Mine Is the Grandeur...«             | Sundin, Johansson, Henriksson                 | 2:26 |
| 11.   | »...Of Melancholy Burning«            | Stanne, Henriksson                            | 6:16 |
| 47:48 |                                       |                                               |      |

| 12. | »Bringer of Torture« (obrada pjesme Kreatora)   | 2:20 |
| 13. | »Sacred Reich« (obrada pjesme Sacred Reicha)    | 3:12 |
| 14. | »22 Acacia Avenue« (obrada pjesme Iron Maidena) | 6:05 |
| 15. | »Lady in Black« (obrada pjesme Mercyful Fatea)  | 4:22 |
| 16. | »My Friend of Misery« (obrada pjesme Metallice) | 5:25 |

## Zasluge
| Dark Tranquillity - Mikael Stanne − vokal - Niklas Sundin − gitara - Fredrik Johansson − gitara - Martin Henriksson − bas-gitara - Anders Jivarp − bubnjevi Dodatni glazbenici - Frasse Franzén – timpani (na pjesmi 10.) - Eva-Marie Larsson – vokal (na pjesme 5., 8. i 11.) | Ostalo osoblje - Fredrik Nordström – produkcija, inženjer zvuka, miks, klavijature - Kristian Whålin – naslovnica - Cabin Fever Media – grafički dizajn - Kenneth Johansson – fotografije |